# Воля-Гутовска
Во́ля-Гуто́вска (пол. Wola Gutowska) — село в Польше, в Радомском повяте Мазовецкого воеводства, относится к гмине Едлиньск. Население — около 270 жителей. 
Село расположено на трассе E 77, в 80 км от Варшавы и в 10 км от Радома. Большинство жителей занято в сельском хозяйстве.
В 1975—1998 годах входило в состав ныне упразднённого Радомского воеводства.